# کنگره ملی عراق
کنگرهٔ ملی عراق (به عربی: المؤتمر الوطنی العراقی، به انگلیسی: The Iraqi National Congress)، یک حزب سیاسی عراقی است که رهبری آن را احمد چلبی از زمان تأسیس تا زمان مرگ بر عهده داشت. کنگرهٔ ملی عراق به صورت یک سازمان چترگون اپوزیسیون با کمک و هدایت حکومت ایالات متحدهٔ آمریکا به دنبال جنگ خلیج فارس، با هدف دامن زدن به براندازی صدام حسین رئیس‌جمهور وقت عراق در سال ۱۹۹۲ تأسیس شد. از ۸ دسامبر ۲۰۱۶ آراس حبیب کریم از سوی مجمع عمومی حزب به عنوان ریاست حزب کنگره ملی عراق انتخاب شده‌است.